# SHOP自分
『SHOP自分』（ショップじぶん）は、柳沢きみおによる日本の漫画。『ビッグコミックスピリッツ』（小学館）にて1999年から2000年まで連載された。

## 解説
柳沢には『瑠璃色ゼネレーション』や『妻をめとらば』など、サラリーマンを主題にする漫画が多い。しかし、連載されていた時期はリストラや就職氷河期等の雇用不安が増大した時期であり、本作では会社の倒産で職や住む所を失った男が生きるために奮闘する姿が描かれている。登場人物の多くは秘密を持っていて、主人公が惑わされる展開が多い。

## ストーリー
野々島は恋人に振られた次の日、務めていた会社丸十が倒産してしまい、生活の全てを失ってしまった。自暴自棄になって飲み潰れた野々村は次の日、SHOP自分という店の前で目を覚ます。サラリーマンの有り様に疑問を持ち始めた野々島は、いつしかこの店に関わっていく。しかし、サラリーマン時代には見えなかったことが次々と見えてきて…。

## 登場キャラクター

### 主要人物
野々島直人（ののしま なおと）
通称・チョク。会社が倒産するまでサラリーマンであることに疑問を持っていなかった。自分で物事を決めることが苦手で、一度決めたことについてもよく悩む。会社が倒産したことから技能を持たないサラリーマンに疑問を持つことになる。
門倉　美奈（かどくら　みな）
通称・ミーナ。路上で何でも屋（主に相手の愚痴を聞く）をやっている。彼女と出会った事が野々島がSHOP自分に関わるきっかけになる。何事にも前向きで、恋人には献身的に接している。
真島（ましま）
野々島の大学の同級生で、大学の成績は野々島より優秀であった。しかし、野々島が再会した時にはホームレスになっていた。自分の過去はあまり喋ろうとはしないが博学で、SHOP自分に古着屋を出した野々島をいろいろ手助けする。
かつて弁護士を目指していたが、勤めていた事務所の所長に嵌められ、謂れなき罪で投獄されていた過去がある。
加奈（かな）
有名校の生徒だったが些細なこと（飲酒）で放校になり、制服を売りに来たことから、野々村と知り合いになる。放校で落ち込んだところを励まされ、立ち直ったことから野々島を先生の様に慕っている。

### 丸十商
1話の段階で倒産。残った従業員で丸心商事を立ち上げる。
山田（やまだ）
丸十での肩書は部長。野々島にとって最も尊敬している人物である。倒産した丸十の従業員を集めて新会社を立ち上げようと、従業員から資金を集めようとする。
田辺（たなべ）
丸十での肩書は課長。自分の不始末を部下に押し付ける姑息な人物だったが、丸十が倒産してからは、人が変わったかのように丸心商事の為に遁走する。
長谷川（はせがわ）
野々島の先輩。妻帯者で生まれてくる子供の為にマンションを購入したがその直後に丸十が倒産する。丸心に移るも、それまでの丸十の倒産騒ぎと丸心での激務で体調を崩す。
北山直子（きたやまなおこ）
野々島の同僚。ひそかに野々島のことを思っているが言い出せないでいる。

### SHOP自分の住人
SHOP自分は1階が店舗、2階がアパートになっていて1階の店主が2階に住む決まりになっている。野々島は古着屋ホップを出店する。
大村（おおむら）
ギターショップ経営。店を出したばかりの野々島に厳しく当たる。口厳しいが客からの信用は厚い。
ハル
自分で作った陶芸を売っている。
川辺洋一（かわべ　よういち）
名門高校の生徒だったが家出。独学でアクセサリーの勉強をし、SHOP自分でアクセサリーの店を経営している。住民からはよっちゃんと呼ばれている。当初より、チョクには好意的に接してくれる。
林田（はやしだ）
サラリーマンの傍ら、土地を借りて無農薬野菜を栽培し、SHOP自分で販売している。長髪で見た目はオタク的な風貌だが、農作業が好きな善人。酒乱の気があり、暴れたり絡んだりなどはしないが大根踊りを披露し潰れる。絵美に気があり、のちに結婚する事になる。
絵美（えみ）
ガラス工芸店を経営。あまり他の住民と会話をしようとしない。店を閉めてから飲み屋でバイトしており、副業中はよく喋る。
山藤兵助（やまふじ　ひょうすけ）
SHOP自分の大家。物欲に走ったせいで家族や財産を失った経験から、達観したものの見方をする。SHOP自分で店を出すにはこの人の面接に合格する必要がある。アストンマーティン・DB5を所有。
同作者の大市民の主人公、山形に言動が酷似している。ただし見た目はヒゲをたくわえた佐竹に近い。

### その他
田崎絵美（たざき えみ）
野々島のかつての恋人。最初、野々島には振られた理由が判らず、そのため後々まで心の中で引きずることになる。
遠藤（えんどう）
最初は善人のふりをして野々島の古着屋の手伝いをするが、実は店の乗っ取りを図っていた。阻止されると逆恨みで嫌がらせをする。大村や長谷川の助けにより撃退できた。
タカシ
美容院で働いていたが、才能がなかった為ホストに転職するもホストも首になり、野々島の部屋に転がり込んでくる。理容師の仕事に
生き甲斐を見出したが、店主と折り合いが悪くなりチョクを借金の保証人にし逃げてしまう。その後戻ってきてキャッチの仕事をし、チョクに押し付けていた借金を返済した。
堀江（ほりえ）
元はデザイナーで、転職してワイン・ピザ専門カフェのオーナーになったが…。家賃を稼ぐため、野々島が彼の店でアルバイトしたことがある。門倉美奈の恋人。
若井（わかい）
古着屋オニールの店長。世間ではカリスマと呼ばれている。古着屋をやめ、儲かりそうなデリヘルを始める。タカシの保証人になったことで借金を背負わされ厳しい状況にある際
ベンツの新車を乗り回すなど羽振りが良いのを見せられ、タカシに押し付けられた借金を申し込むが「そんな仲じゃないのに勘違いしている」「世の中舐めすぎ」とケンもホロロに断られる。チョクをデリヘルスタッフにと度々誘う。
吉本マキ（よしもと　マキ）
古着屋オニールに新しく入ってきたスタッフ。食事をともにするうちに、野々島と付き合うようになる。元彼とのいざこざに巻き込まれたが、結局チョクと改めて付き合う事になる。
京子（きょうこ）
古着屋ホップに服を持ってきたことから野々島と知り合いになる。学費を稼ぐために愛人をしていたが、そのストレスで過食症になり野々島に助けを求めてくる。肉体関係のない愛人ではあったがチョクはしばらく後までそのことを知らなかった。
それで貯めていた金をチョクの借金返済に充てる。